# Dommages-intérêts
Les dommages-intérêts représentent une somme d’argent due par le débiteur et destinée à réparer le dommage subi par le créancier en raison de l’inexécution, de la mauvaise exécution ou de l’exécution tardive d’une obligation. Plus simplement, la jurisprudence définit parfois les dommages-intérêts comme l’indemnité pécuniaire allouée à une personne en réparation d’un préjudice qui lui a été causé.
Intérêts est à voir en son sens vieilli, qui signifie « préjudices ». Ainsi, les dommages et interêts sont une somme d’argent destinée à réparer le dommage et le préjudice subis.

## Fonction
À ce titre, la fonction des dommages-intérêts n’est pas de punir l’auteur du dommage, mais d’indemniser la victime. Il ne s’agit pas d’une peine d’amende, dont le montant est versé à l’État, mais d’une somme d’argent adressée à la victime d’un dommage. Toutefois, certains systèmes juridiques acceptent des dommages-intérêts punitifs ou exemplaires, très supérieurs aux dommages effectivement subis, afin de sanctionner un comportement.

## Droit par pays

### Canada

#### Québec
Il existe plusieurs types de dommages-intérêts en droit québécois : 
- Les dommages-intérêts compensatoires, c'est-à-dire ceux qui compensent pour le montant du préjudice corporel, matériel ou moral[5].
- Les dommages-intérêts moratoires, qui sont ceux qui sont liés aux retards (mora) dans l'exécution de payer une somme d'argent (art. 1617 C.c.Q.[6])
- Les dommages-intérêts punitifs, qui sont prévus par une loi statutaire et qui assurent une fonction préventive à l'égard de la gravité de la faute du débiteur, de sa situation patrimoniale ou de l’étendue de la réparation à laquelle il est déjà tenu envers le créancier (art. 1621 C.c.Q. [7]).

### États-Unis
Aux États-Unis, afin d'évaluer les dommages-intérêts à verser à la victime, la justice s’appuie sur des critères tels que son salaire, son espérance de vie, sa couleur de peau, etc. Les inégalités existant dans la société se répercutent sur les dédommagements, si bien qu'à préjudice égal un notaire touchera plus qu’une infirmière, un Blanc plus qu’un Noir, un homme plus qu’une femme, etc. De même, un enfant blanc sera supposé promis à un meilleur avenir qu'un enfant noir ou hispanique. Certaines compensations financières seront ainsi plus élevées.

### France
Le Code civil français reconnaît la possibilité, pour le juge civil comme pour le juge pénal statuant sur intérêts civils, d'indemniser une victime par le paiement de dommages-intérêts, versés par l'auteur du dommage. Ce mode d'indemnisation est également utilisé par les juridictions administratives.